# Mesón de Calvos
Mesón de Calvos (llamada oficialmente Santa María do Mesón de Calvos) es una parroquia del municipio español de Taboadela, en la provincia de Orense, Galicia.

## Toponimia
La parroquia también es conocida por el nombre de Santa María de Mesón de Calvos.

## Organización territorial
La parroquia está formada por siete entidades de población:
- A Venda Nova
- Casanova
- O Outeiriño
- Pasadán
- Pousa
- Santa Locaia
- Veredo

## Demografía
| Gráfica de evolución demográfica de Mesón de Calvos entre 2000 y 2023 |
|                                                                       |
| Datos según el nomenclátor publicado por el INE.                      |